# Чемпіонат світу з легкої атлетики 2019 — біг на 1500 метрів (чоловіки)

Фініш у фінальному забігу

Змагання з бігу на 1500 метрів серед чоловіків на Чемпіонаті світу з легкої атлетики 2019 у Досі проходили 3-4 та 6 жовтня на стадіоні «Халіфа».

## Напередодні старту
На початок змагань основні рекордні результати були такими:
| WR | Гішам ель Герруж (MAR) | 3.26,00 | Рим     | 14 липня 1998  |
| CR | Гішам ель Герруж (MAR) | 3.27,65 | Севілья | 24 серпня 1999 |
| WL | Тімоті Черуйот (KEN)   | 3.28,77 | Лозанна | 5 липня 2019   |

Основними претендентами на чемпіонство перед стартом розглядались лідер сезону та переможець цьогорічної Діамантової ліги Тімоті Черуйот та 19-річний норвежець Якоб Інгебрігтсен, якому належав 2-й результат сезону.

## Результати

### Попередні раунди
Найкращий результат з учасників трьох забігів показав Аянлех Сулейман (3.36,16). До півфінальної стадії проходили перші шестеро з кожного забігу та шестеро найшвидших за часом з тих, які посіли у забігах місця, починаючи з сьомого.
Першим за підсумками двох півфіналів був Марцин Левандовський (3.36,50). До фіналу проходили перші п'ятеро з кожного забігу та двоє найшвидших за часом з тих, які посіли у забігах місця, починаючи з шостого.

### Фінал
У фіналі першим на фініші із значним відривом був Тімоті Черуйот.
| Місце | Атлет                      | Час     | Примітки |
| ----- | -------------------------- | ------- | -------- |
| 1     | Тімоті Черуйот (KEN)       | 3.29,26 |          |
| 2     | Тауфік Махлуфі (DZA)       | 3.31,38 | SB       |
| 3     | Марцин Левандовський (POL) | 3.31,46 | NR       |
| 4     | Якоб Інгебрігтсен (NOR)    | 3.31,70 |          |
| 5     | Джек Вайтмен (GBR)         | 3.31,87 | PB       |
| 6     | Джош Керр (GBR)            | 3.32,52 | PB       |
| 7     | Рональд Квемої (KEN)       | 3.32,72 | SB       |
| 8     | Меттью Сентровіц (USA)     | 3.32,81 | SB       |
| 9     | Калле Берглунд (SWE)       | 3.33,70 | NR       |
| 10    | Крейг Енгелс (USA)         | 3.34,24 |          |
| 11    | Ніл Гурлі (GBR)            | 3.37,30 |          |
| 12    | Юссуф Бахір (DJI)          | 3.37,96 |          |